# Robert-Henri Blot
Pour les articles homonymes, voir Blot.
Ne doit pas être confondu avec Robert Blot.
Robert-Henri Hippolyte Blot, né à Paris le 2 mai 1881 où il est mort le 7 novembre 1948, est un peintre paysagiste français.

## Biographie
Élève de Jules Lefebvre et de Ferdinand Jules Albert Gosselin, membre de la Société des artistes français, il expose au Salon des artistes français dès 1907 où il passe en hors-concours dans les années 1930. Son tableau Le Parc est conservé au Musée du Luxembourg.
Il est inhumé au cimetière ancien de Saint-Germain-en-Laye.